# Semaeopus potens
Semaeopus potens là một loài bướm đêm trong họ Geometridae.